# أ
الألف مهموزة الفوق وتسمى عند اللغويين الهمزة ـ هي الألف ذات همزة القطع غير المخفوضة.
أُستَدَل بتشابه الأصوات التي يرمز إليها أولُ حرفٍ في ترتيب الكثير من أنظمة الكتابة الألفبائية (كالنظام اللاتيني واليوناني والكِريلي) والأبجدية (كالنظام العبري والعربي) على أن تلك الأنظمة قد تأثر بعضُها ببعضٍ لقرون وعلى كون أصول تلك الانظمة متشابهة ومترابطة تاريخيًا.
| وسم    | اسم                                                                                           | رسم |
| ------ | --------------------------------------------------------------------------------------------- | --- |
| U+0623 | arabic letter alef with hamza above (بالإنجليزية) lettre arabe alif hamza en chef (بالفرنسية) | أ   |

## اللفظ
- في العربية: تلفظ الألف مهموزة الفوق ‎/ʔ/‏، وذا على أربعة أوجه وفقا للشكل:
  - ‎/ʔumː/‏ - أُم
  - ‎/ʔab/‏ - أَب
  - ‎/raʔs/‏ - رأْس
  - ‎/taraʔːas/‏ - ترأّس
- في التوروالي: تلفظ الألف مهموزة الفوق ‎/æ/‏.

## الرسم
في كثير من اللغات المكتوبة بالحرف العربي تحذف همزة الألف في الكلمات العربية الدخيلة، ولا تستعمل في بقية المفردات. قد تستعمل الفتحة بدل همزة الألف إن ابتغي توضيح لفظ الكلمة وقلما تبقى الهمزة، مثلا: الكلمة الأردوية قِرْأت.
من اصطلاحات ضبط بعض المصاحف المشرقية ترسم الألف المهموزة تارةً بلا همزة وتارةً بلا ألف، ومثال هذا كلمتا ﴿أَسۡـَٔلَكَ﴾ [هود:37] و﴿ءَاعۡجَمِيٌّ﴾ [فصلت:44].

## ترميز
| Your Browser      | أ                 |
| Decomposition     | أ U+0627 U+0654   |
| Index             | U+0623 (1571)     |
| Class             | Other Letter (Lo) |
| Block             | Arabic            |
| Java Escape       | "\u0623"          |
| Javascript Escape | "\u0623"          |
| Python Escape     | u'\u0623'         |
| HTML Escapes      | &#1571; &#x0623;  |
| URL Encoded       | q=%D8%A3          |
| UTF8              | d8 a3             |
| UTF16             | 0623              |

## وصلات خارجية
- همزه ٔ مفتوحه، همزه ٔمضمومه - لغت‌نامه دهخدا

| الحروف العربية الأصل        | الحروف العربية الأصل | الحروف العربية الأصل | الحروف العربية الأصل | الحروف العربية الأصل | الحروف العربية الأصل | الحروف العربية الأصل | الحروف العربية الأصل | الحروف العربية الأصل | الحروف العربية الأصل | الحروف العربية الأصل | الحروف العربية الأصل | الحروف العربية الأصل | الحروف العربية الأصل | الحروف العربية الأصل | الحروف العربية الأصل | الحروف العربية الأصل | الحروف العربية الأصل | الحروف العربية الأصل | الحروف العربية الأصل | الحروف العربية الأصل | الحروف العربية الأصل | الحروف العربية الأصل | الحروف العربية الأصل | الحروف العربية الأصل | الحروف العربية الأصل | الحروف العربية الأصل | الحروف العربية الأصل |
| --------------------------- | -------------------- | -------------------- | -------------------- | -------------------- | -------------------- | -------------------- | -------------------- | -------------------- | -------------------- | -------------------- | -------------------- | -------------------- | -------------------- | -------------------- | -------------------- | -------------------- | -------------------- | -------------------- | -------------------- | -------------------- | -------------------- | -------------------- | -------------------- | -------------------- | -------------------- | -------------------- | -------------------- |
| ألف                         | باء                  | تاء                  | ثاء                  | جيم                  | حاء                  | خاء                  | دال                  | ذال                  | راء                  | زاي                  | سين                  | شين                  | صاد                  | ضاد                  | طاء                  | ظاء                  | عين                  | غين                  | فاء                  | قاف                  | كاف                  | لام                  | ميم                  | نون                  | هاء                  | واو                  | ياء                  |
| أشكال الألف                 |                      |                      |                      |                      |                      |                      |                      |                      |                      |                      |                      |                      |                      |                      |                      |                      |                      |                      |                      |                      |                      |                      |                      |                      |                      |                      |                      |
| ٱ                           | أ                    | إ                    | ٲ                    | ٳ                    | ٵ                    | آ                    |                      |                      |                      |                      |                      |                      |                      |                      |                      |                      |                      |                      |                      |                      |                      |                      |                      |                      |                      |                      |                      |
| تاريخ · اشتقاق · خط · تشكيل |                      |                      |                      |                      |                      |                      |                      |                      |                      |                      |                      |                      |                      |                      |                      |                      |                      |                      |                      |                      |                      |                      |                      |                      |                      |                      |                      |